# Пилове графіті

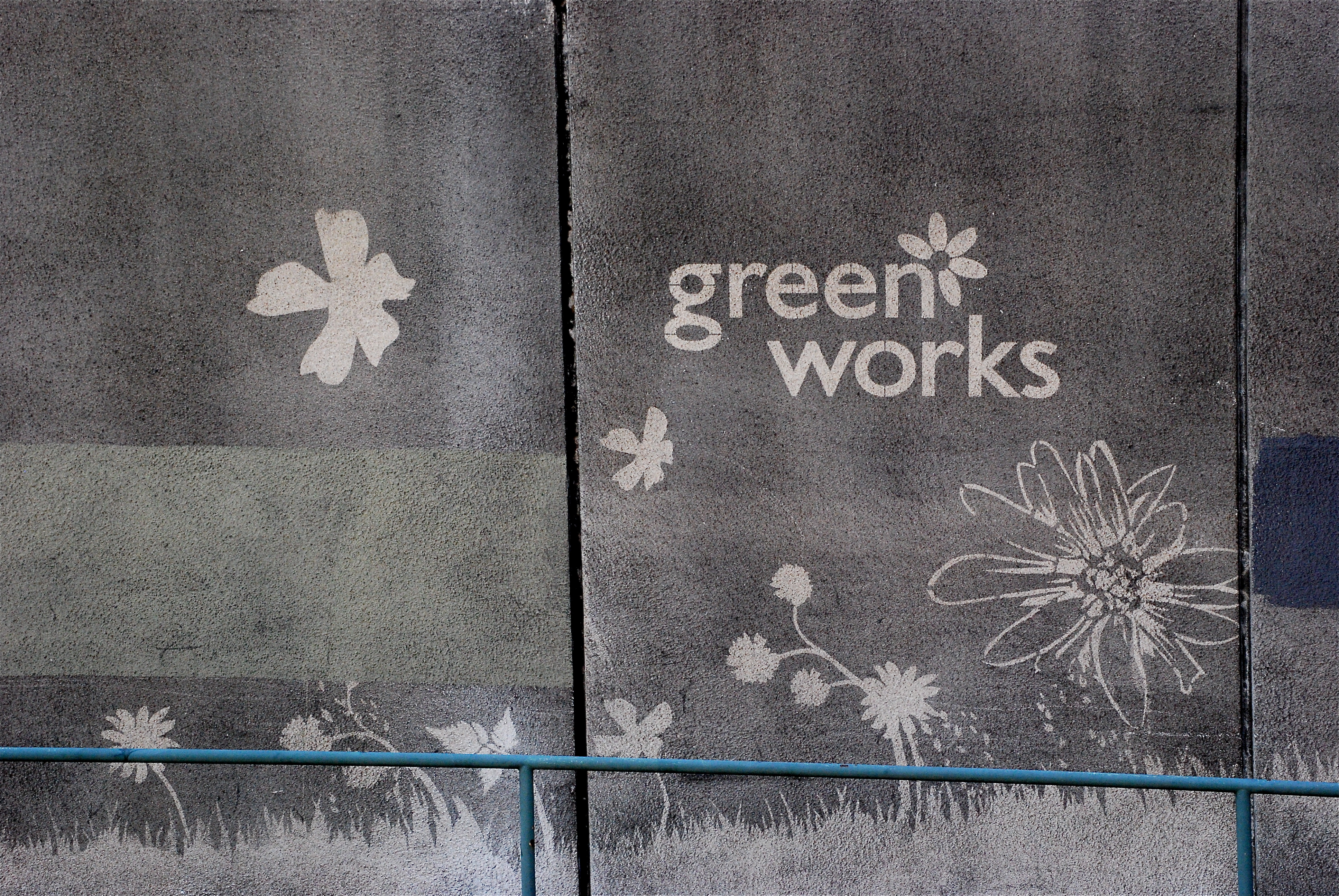
Пилове графіті на стіні у Сан-Франциску

Пилове графіті (англ. reverse graffiti, clean tagging, dust tagging, grime writing, green graffiti, clean advertising) — метод створення тимчасових або напівпостійних зображень на стінах чи інших поверхнях завдяки усуненню бруду з цих поверхонь. Часто такі малюнки виконують кінчиком пальця на вікнах чи інших поверхнях, наприклад написи «помий мене» на задньому вікні автомобіля. Для видалення значних шарів бруду можуть використовувати тканину чи очищувач високого тиску.
На відміну від багатьох інших видів стрит-арту, пилове графіті є законним, оскільки фактично є очищенням міських поверхонь. Винятком можуть бути образливі пилові графіті або такі, що пошкоджують поверхню.